# Вишнівецький парк
Вишніве́цький парк — пам'ятка садово-паркового мистецтва загальнодержавного значення в Україні. Сад бароко розташований в смт Вишнівець Збаразького району Тернопільської області.
Площа 8 га. (початкова площа Вишнівецького парку становила 219 га). Постановою РМ УРСР від 29 січня 1960 № 105 йому надано статус об'єкта природно-заповідного фонду. Перебуває у віданні Державного історико-архітектурного заповідника в м. Збараж.

## Сад бароко Вишнівецького замку
Сад був закладений 1731 року князем Міхалом Сервацієм Вишневецьким на території родинного маєтку за французьким проєктом. За стародавніми планами був розпланований збоку від палацу і парадного двору.
Центральна вісь палацу та саду бароко йшла паралельно в межах існуючої тоді бастіонної системи. Сад було розплановано на невеличкому перепаді висот на двох терасах. Перша тераса (майже квадратна в плані) мала розпланування, що нагадувало сучасний прапор Великої Британії — Юніон Джек. У центрі (перехресті двох хрестів) була кругла галявина, що відігравала роль організаційного центру тераси. В кінцівках алей побудували 2 павільйони. Першу терасу від другої відокремлювала невисока підпірна стіна. На центральній осі саду були зроблені барокові сходинки на нижню терасу. Нижня тераса мала шість партерів і фонтан. Підкреслена геометричність розпланування, повна симетрія частин створювали сад значної мистецької вартості, що належав до найкращих зразків садів бароко. Сад бароко Вишнівецького замку міг позмагатися з Замковим садом Жовківського замку короля Яна ІІІ Собеського та Італійським парком Підгорецького замку.
В останній чверті XVIII ст. сад бароко знищили, його перепланували на пейзажний парк за проєктом ландшафтного архітектора Діонісія Міклера.
Вишнівецький пейзажний парк складався з 3-х частин: нижніх і верхніх садів, між якими на великому виступі Замкової гори був створено партер (сад). Зі східного боку побудовано розкішний палац — Вишнівецький палац. Біля підніжжя гори є церква св. Вознесіння (колишня замкова церква XVI ст.). Частково збереглася цегляна загорожа та ворота у вигляді античної арки.
Вишнівецький парк у ландшафтному стилі мав за першооснову природний ліс, де росли дерева здебільшого місцевих видів: сосни, ялини, дуби, клени, липи. Біля палацу парк був у регулярному стилі, про що можна судити з розташування окремих дерев.
Основне тло створює липа серцелиста віком понад 100 років, висаджена рядами або групами.
Нині в парку ростуть близько 370 вікових дерев 17 видів; на особливу увагу заслуговують ялина європейська, бук лісовий, гіркокаштан звичайний, тополя біла, ясени вузьколистий і звичайний тощо.

## Галерея

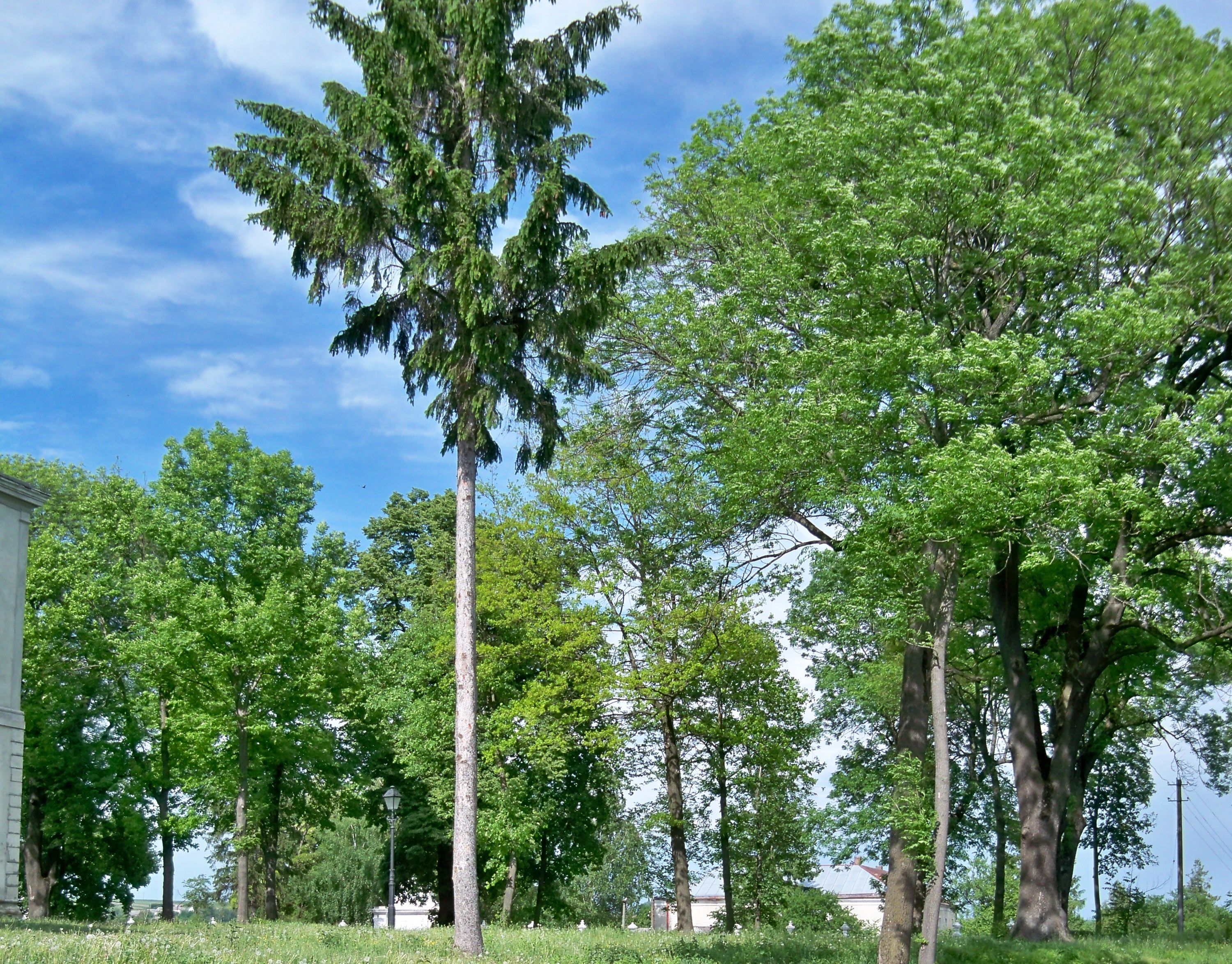
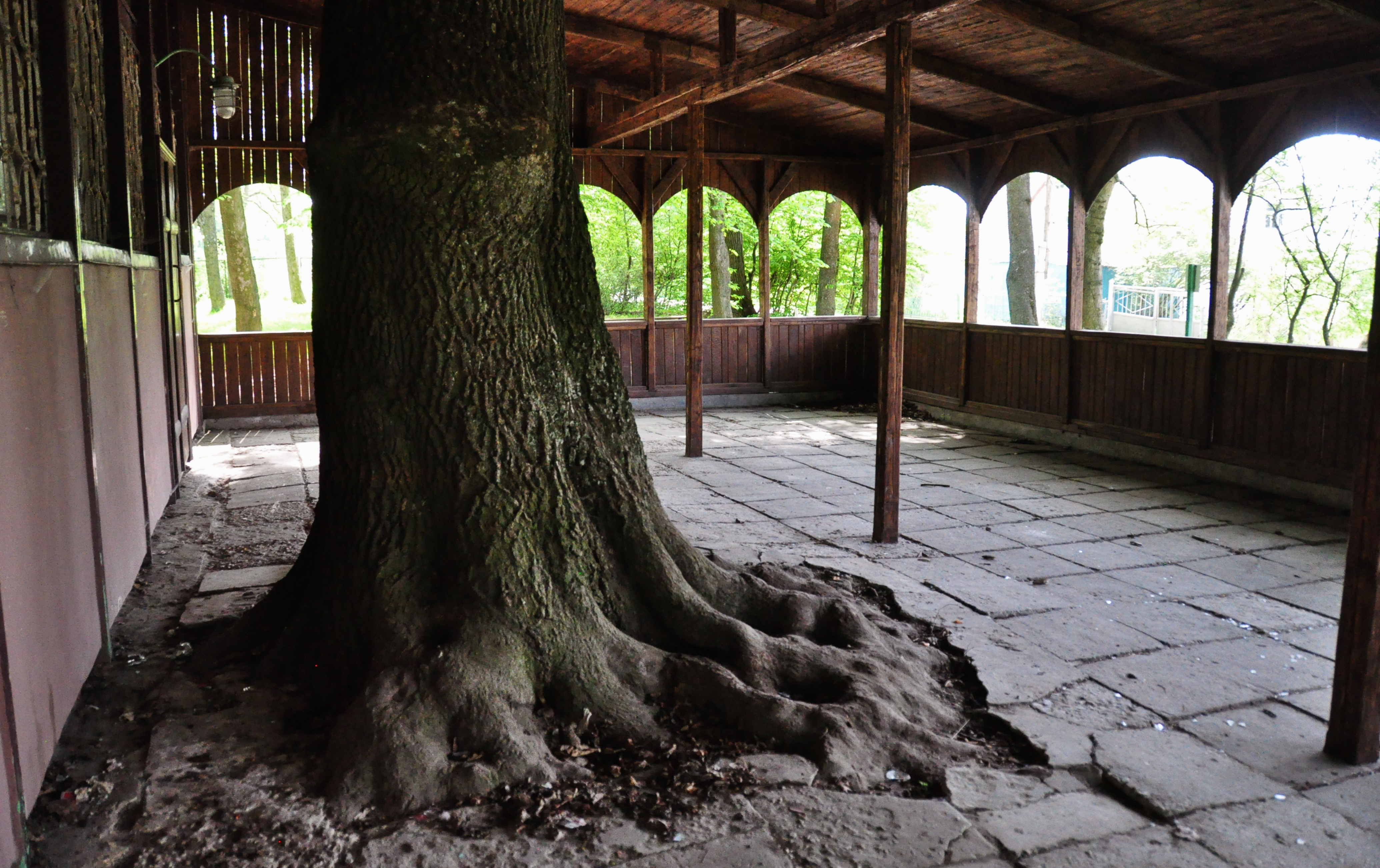
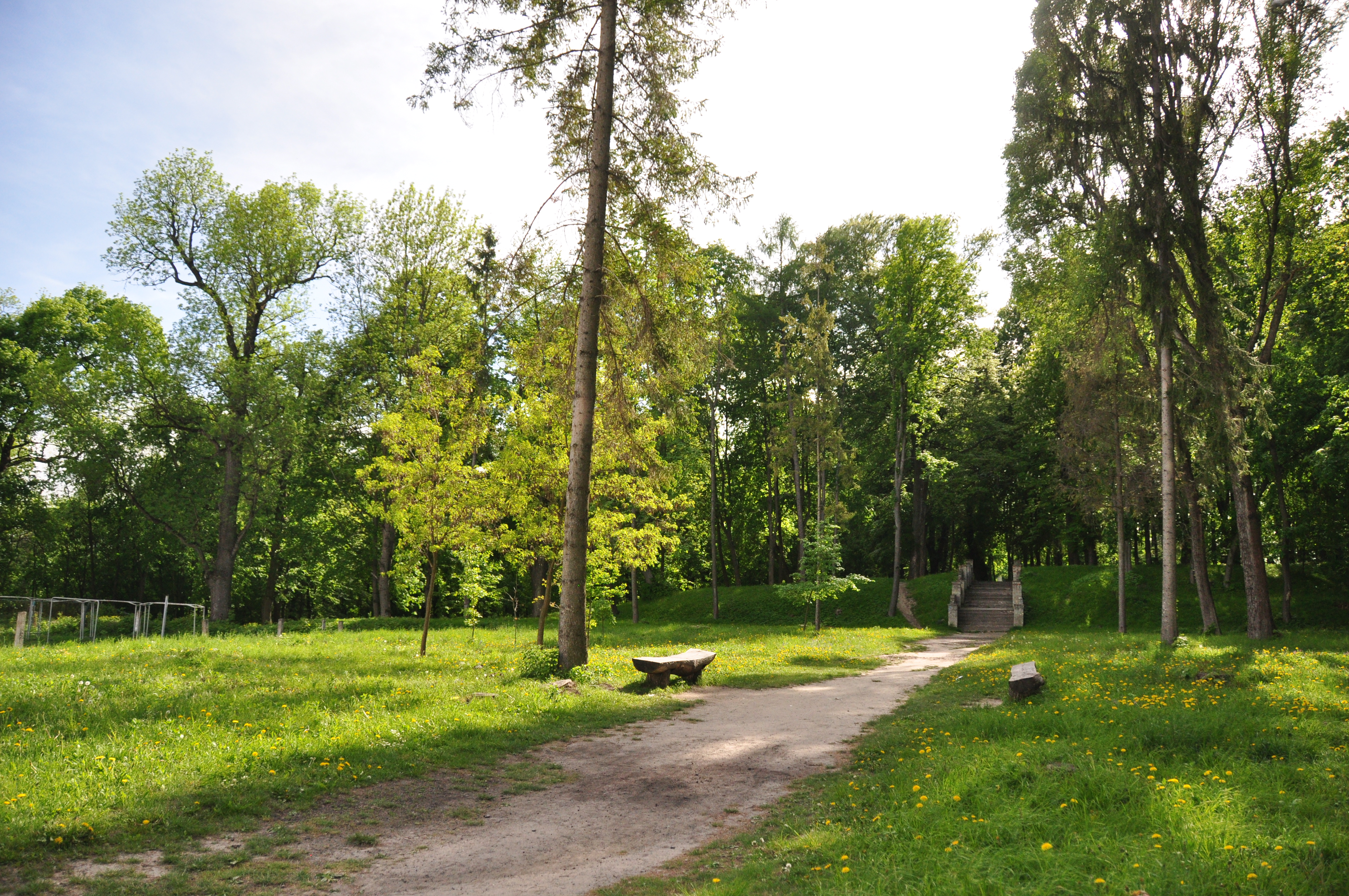
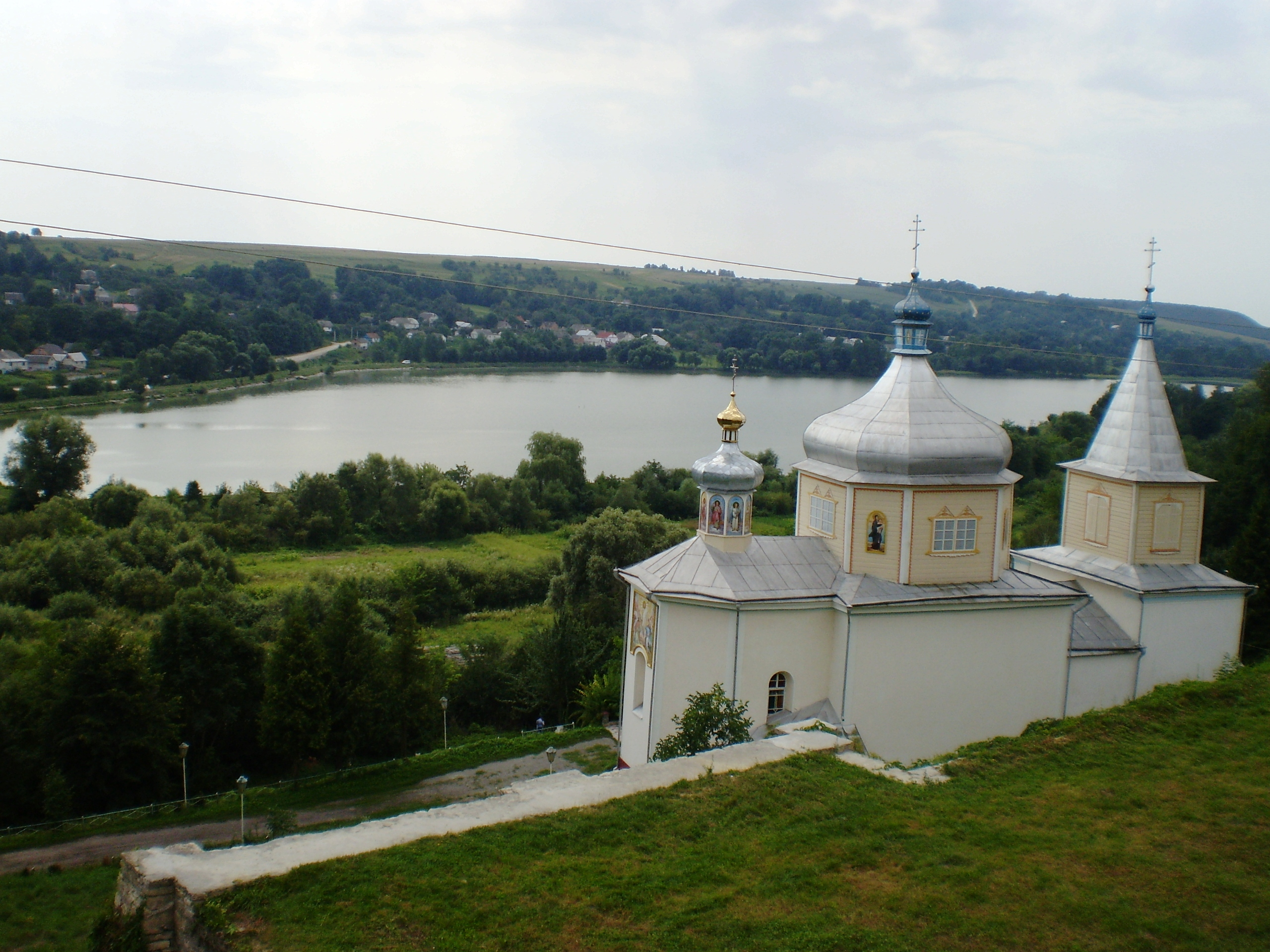
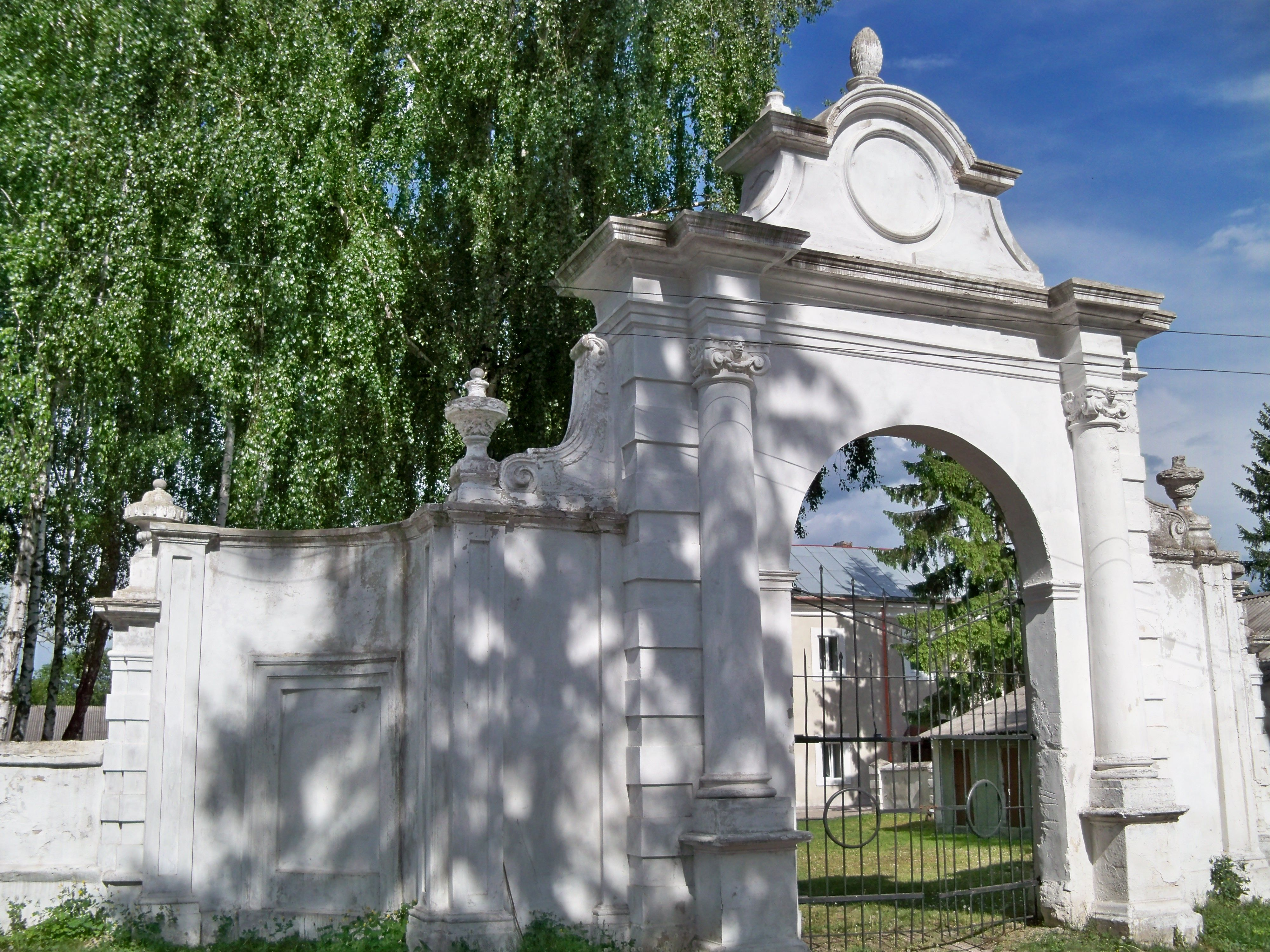
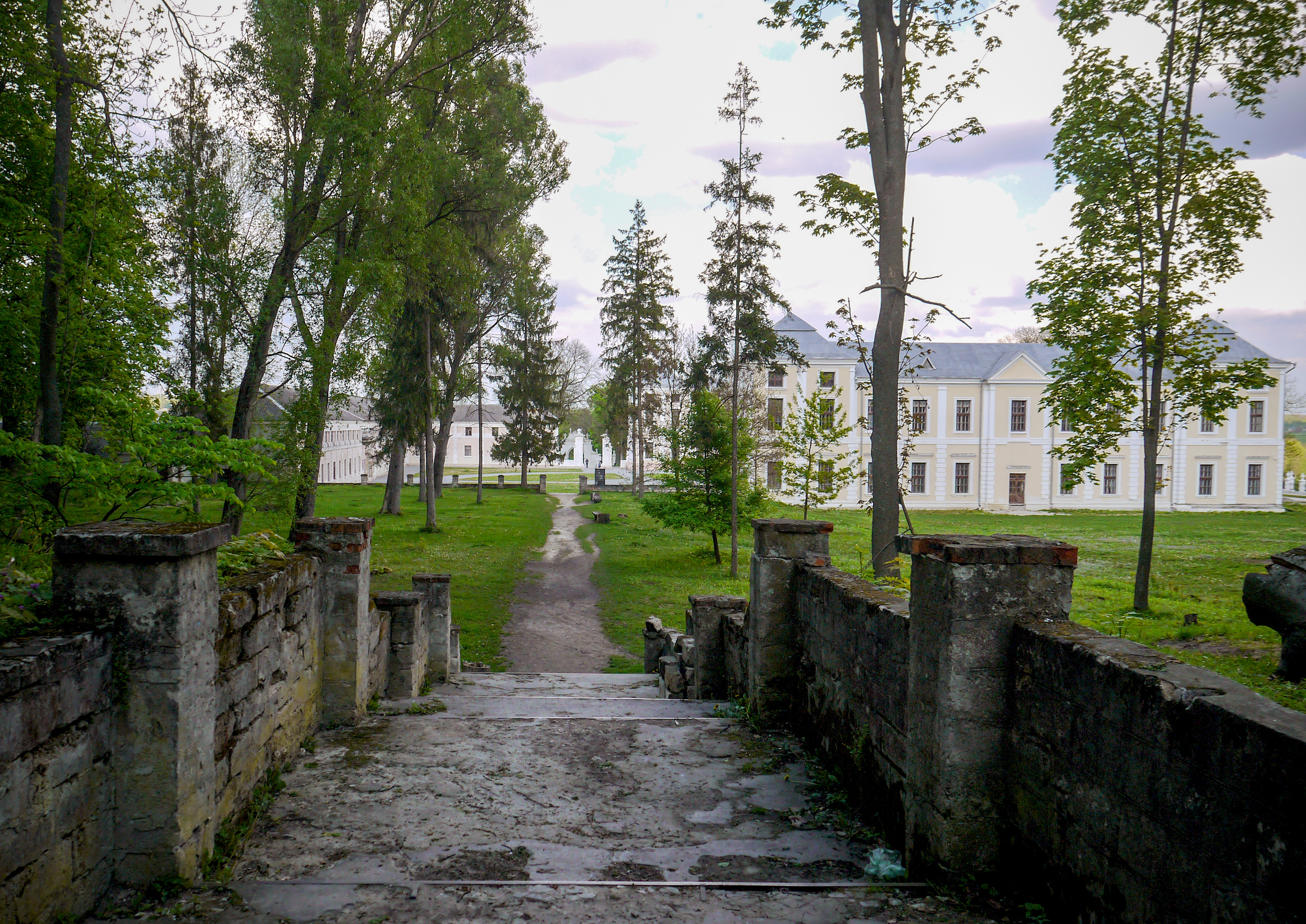